# Rubén Chebaia
Rubén Edgardo Chebaia (nacido en 1955) es un abogado, economista, y político argentino, perteneciente a la Unión Cívica Radical (UCR), que fungió como intendente de la ciudad de San Miguel de Tucumán entre 1983 y 1987, el primero desde la restauración de la democracia, y con muy buena receptividad social. Fue también el candidato más votado en la elección para gobernador de Tucumán de 1987, pero perdió en el Colegio Electoral ante José Domato por un contubernio entre los electores pertenecientes al grupo político de Renzo Cirnigliaro y el Partido Justicialista (peronismo), quienes votaron en contra de Chebaia. Desde el 27 de octubre de 2015 y hasta misma fecha de 2019, ejerció como legislador de la provincia de Tucumán por la tercera sección oeste.

## Biografía

### Familia
Es hijo de José Chebaia, que se desempeñaba como secretario de Planeamiento de la provincia de Tucumán durante la gobernación del peronista Amado Juri, hasta el golpe de Estado del 24 de marzo de 1976, cuando fue secuestrado de su casa esa madrugada por una docena de encapuchados con uniformes similares a los de la Policía provincial. Esa noche el general Antonio Domingo Bussi asumió de facto la gobernación provincial.

## Política

### Intendencia
En octubre de 1983 fue elegido intendente de San Miguel de Tucumán. Fue dirigente de la corriente Renovación y Cambio de la UCR, liderada por Raúl Alfonsín.

### Militancia
Desde joven militó en el radicalismo, siendo en 1968 parte de la Junta Coordinadora de la Juventud Radical, junto a la laguna Setúbal, en Santa Fe. Formó parte de la fundación de la agrupación estudiantil Franja Morada, junto a dirigentes como Rodolfo Martín Campero, Federico Storani, Marcelo Stubrin, Carlos Becerra, "Cachi" Casella, Leopoldo Moreau, y "Changui" Cáceres.

### Elecciones de 1987
En las elecciones generales de 1987, se presentó como candidato a gobernador de Tucumán por la UCR, tras imponerse en una interna ante Seleme, quien representaba al ala histórica del balbinismo.
Si bien obtuvo la primera minoría con el 33,57 % de los votos, obtuvo solo 22 de los 60 electores (a 9 de alcanzar la gobernación), imposibilitado para ser electo por sí solo. El peronismo dividido obtuvo 14 y 12 electores, por lo que incluso unidos tampoco resultaban suficientes, resultando crucial el apoyo de los electores de Defensa Provincial - Bandera Blanca (del exrepresor Bussi) para garantizar la elección de un Gobernador. Chebaia rehusó tajantemente pactar con Bussi. Finalmente, el Frente de Acción Provinciana apoyó al Partido Justicialista y con algunos electores de Bussi se consagró la elección del candidato peronista José Domato, quien fue investido gobernador el 11 de diciembre.

### Gabinete nacional
Luego de la pérdida de la gobernación, Chebaia formó parte del gabinete de Raúl Alfonsín como Secretario de Desarrollo Regional, director del Instituto Nacional de Vitivinicultura, Instituto Nacional de la Yerba Mate, Asociación nacional de la Lana. En el año 1988 pasó a ser el viceministro de Economía de Juan Vital Sorrouille, y tras la renuncia de este en marzo de 1989, continuo en el cargo con Juan Carlos Pugliese como ministro.

### Años posteriores
Volvió a ser candidato a gobernador en las elecciones provinciales de 1991, con José Ignacio García Hamilton como compañero de fórmula. La fórmula quedó en el tercer lugar con el 4,16 % de los votos.
En las elecciones provinciales de 2003, fue candidato a intendente de San Miguel de Tucumán por el Frente Unión por Tucumán. Quedó en tercer lugar con 69.444 votos.
En las elecciones primarias de 2011 fue precandidato a Diputado Nacional.
En agosto de 2012 fue nombrado como presidente de la Convención Provincial de la UCR.
En las elecciones provinciales de 2015, fue elegido legislador por la sección Oeste, en la lista del Acuerdo para el Bicentenario, que llevó como candidato a gobernador a José Manuel Cano. En la Legislatura preside la comisión de Ciencia y Técnica.